# Campo Formoso
Campo Formoso é um município brasileiro do estado da Bahia.
No ano de 2024 a população do município era estimada pelo IBGE em 74 894 habitantes.

## Histórico
Campo Formoso surgiu a partir de um aldeamento indígena. Com o crescimento da aldeia, em 1682, foi elevada a freguesia, por decreto do 1° Arcebispo da Bahia, D. Gaspar Barata de Mendonça, e recebeu o nome de Freguesia Velha de Santo Antônio de Jacobina.
O Município de Campo Formoso teve sua emancipação política em 28 de julho de 1880, através da lei provincial de nº 2051, sendo desmembrado do município de Senhor do Bonfim.
O município também é conhecido como "Cidade das esmeraldas", devido à existência de jazidas de esmeraldas, localizado na região de Tuíutiba, cuja qualidade das pedras se destaca em relação às extraídas em outras regiões brasileiras. Em razão do volume de pedras e de sua qualidade, são vendidas no centro da cidade, chamado de “feira do rato”, onde são comercializadas as da cidade e de outros municípios vizinhos. Além da região de Tuíutiba, em Campo Formoso existem mais sete regiões, contando com a sede. São elas: Poços,  Tiquara, São Tomé, Lage dos Negros, Curral Velho, Araras e a Sede.

## Geografia
O município está localizado na Bacia do Rio Salitre, e recebe águas do Rio São Francisco, no norte da Bahia. Com grande quantitativo de sítios de pinturas rupestres. Estes sítios foram localizados a noroeste da cidade de Campo Formoso, entre os quatro riachos que compõem a área hidrológica do Rio da Lage, são eles: Riacho Campestre, Riacho Landi, Riacho da Mata Roçada e Riacho do Meio.

### Conflitos
A instalação de parques eólicos, a partir dos anos 2000, em áreas ocupadas historicamente por comunidades tradicionais de Fundo de Pasto, localizada com distância de 30 km da sede do município, gerou conflito entre as famílias, exigindo uma análise dos impactos sociais e ambientais resultantes desses empreendimentos. Os impactos incluem alterações na paisagem local, poluição do solo e da água, erosão, perda de biodiversidade, fragmentação de habitat, acidentes com fauna silvestre, especulação imobiliária, poluição sonora e atmosférica, aumento do tráfego local, entre outros.

## Política

### Prefeitura municipal
A prefeitura municipal de Campo Formoso esta localizada na praça da bandeira no centro de campo formoso. O atual prefeito do município é Elmo Aluizio Vieira Nascimento, eleito nas eleições municipais de 2020 com 22.519 votos.

## Turismo
Na cidade de Campo Formoso se localiza a maior gruta do Hemisfério Sul , a "Toca Boa Vista". Explorada por turistas e pesquisadores.